# 흑색작전

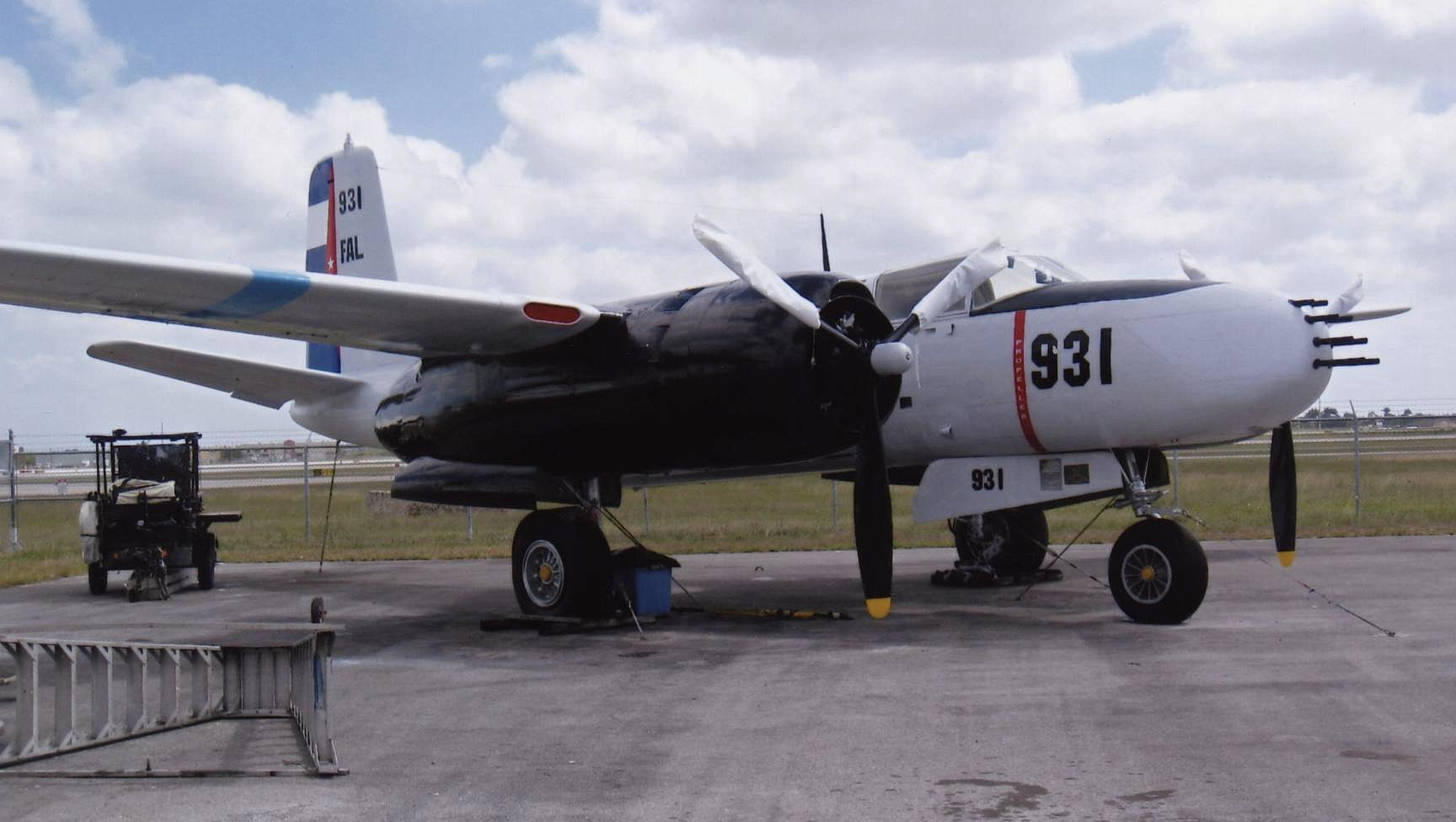
1961년 4월, 미국 공군은 피그스만 침공 때 제2506여단을 지원하기 위해 더글러스 A-26 인베이더에 쿠바 공군 도색을 하여 참여시켰다.

흑색작전(black operation; black ops)은 정부, 정부기관, 군조직 등에서 행하는 비밀작전의 일종이다. 흑색작전 참가자는 신원이 기밀에 부쳐지며, 흑색작전을 수행한 조직은 자신들이 그 작전을 수행했다는 것 자체를 인정하지 않는다.
FBI, CIA, 모사드, MI6, COMANF, DGFI, RAW, 중화인민공화국 국가안전부, KGB 등 각국의 정보기관들이 흑색작전을 수행했고 지금도 수행하고 있다고 한다.